# Stilla havets orkansäsong 2007
 Stilla havets orkansäsong 2007 pågick officiellt från den 15 maj i den västra delen av Stilla havet, vilket är området väster om 140°V; den 1 juni i den centrala delen, vilket är mellan datumgränsen och 140°V; och pågår till den 30 november, 2007.

## Orkannamn 2007
Varje år görs en lista upp över vilka orkannamn som skall gälla för det året. Listan är samma som för 2001 säsong, förutom Alvin som ersätter Adolph. Detta på grund av politiska egenheter.

- Alvin (storm)
- Barbara (storm)
- Cosme (orkan)
- Dalila (storm)
- Erick (storm)
- Flossie (orkan)
- Gil (storm)
- Henriette (orkan)
- Ivo (storm)
- Juliette (storm)
- Kiko (storm)
- Lorena
- Manuel
- Narda
- Octave
- Priscilla
- Raymond
- Sonia
- Tico
- Velma
- Wallis
- Xina
- York
- Zelda

## Stormar

### Tropiska stormen Alvin
Alvin bildades ur ett lågtryck omkring 880 km syd-sydöst om Manzanillo, Mexiko. Gynnsamma vindar gjorde alltmer systemet mer organiseratoch tidigt den 27 maj bildades den tropiska depression Ett-E ungefär 550 km söder om Baja California. På grund av ogynnsamma förhållanden så ökade inte Alvin direkt i styrka. Förhållandena blev under de senare dagarna mer gynnsamma och Alvin blev uppgraderad till en tropisk storm tidigt den 29 maj. Alvin försvagades dock de nästkommande dagarna, och absorberades den 1 juni av ett större lågtryck.

### Tropiska stormen Gil
Den 29 augusti bildades den tropiska depressionen Tio-E ur ett organiserat vädersystem väster om Manzanillo, Mexiko. Senare under dagen uppgraderades den till en tropisk storm och fick namnet Gil. Gil försvagades snart när den mötte andra vindar och stabila luftlager, och Gil avmattades den 2 september, då den stötte på kallare vatten.
Ett dödsfall rapporterades den 29 augusti, när en 14-årig pojke sveptes iväg av våg i Culiacán, Sinaloa, och vissa delar blev översvämmade med upp till 1,5 m.

### Tropiska depressionen Tretton-E
Den 19 september fick ett vädersystem sydväst om den södra änden av Baja California tillräckligt med organisation för att kunna klassificeras som en tropisk depression. På grund av kallare vatten och stabila vindar, kunde systemet dock inte öka i styrka, och den avmattades nästkommande dag.

### Tropiska stormen Juliette
Tropiska depressionen Fjorton-E bildades ur ett lågtryck väst-sydväst om Manzanillo den 29 september. Den ökade i styrka och blev den tropisk storm samma dag. Den nådde en maximal vindhastighet på 25 m/s (85 km/h) innan den försvagades på grund av ökat utflöde. Juliette avmattades helt den 1 oktober, utan att någonsin hota land. 

### Tropiska stormen Kiko
Den tropiska depressionen femton-E bildades ur ett lågtryck 600 km sydväst om Manzanillo den 15 oktober. Den ökade i styrka, och blev nästa dag en tropisk storm. Ogynnsamma vindar gjorde så att Kiki blev tropisk depression igen samma dag. Den 17 oktober uppgraderades den än en gång till en tropisk storm.